# Nurmivaara
Nurmivaara är en kulle i Finland. Den ligger i Suomussalmi och landskapet Kajanaland, i den centrala delen av landet, 600 km norr om huvudstaden Helsingfors. Toppen på Nurmivaara är 271 meter över havet.
Terrängen runt Nurmivaara är huvudsakligen platt. Runt Nurmivaara är det mycket glesbefolkat, med 2 invånare per kvadratkilometer.